# Euxoa satis
Euxoa satis là một loài bướm đêm trong họ Noctuidae.